# Seidlitzia
Seidlitzia é um género botânico pertencente à família Amaranthaceae.

## Espécies
- Seidlitzia florida
- Seidlitzia lanigera
- Seidlitzia rosmarinus